# 拉沙佩勒圣马丹
拉沙佩勒圣马丹（法語：La Chapelle-Saint-Martin，法語發音：[la ʃapɛl sɛ̃ maʁtɛ̃]）是法国萨瓦省的一个市镇，属于尚贝里区。

## 地名
法语人名在日常人名译名以及《世界人名翻譯大辭典》、《法语姓名译名手册》等主流人名译名类书籍资料中多译作“马丁”，不过在《世界地名翻译大辞典》、《世界地名译名词典》和《法国地图册》等主流地名译名类书籍资料中多译作“马丹”。

## 地理
拉沙佩勒圣马丹（45°38'51"N, 5°45'27"E）面积2.57 平方千米，位于法国奥弗涅-罗讷-阿尔卑斯大区萨瓦省，该省份为法国东部省份，历史上为薩伏依的一部分，北起上萨瓦省，西接伊泽尔省和安省，南部和东部与上阿尔卑斯省和意大利接壤。
与拉沙佩勒圣马丹接壤的市镇（或旧市镇、城区）包括：卢瓦雪、圣保罗叙耶讷、圣皮埃尔达尔韦、特赖兹。
拉沙佩勒圣马丹的时区为UTC+01:00、UTC+02:00（夏令时）。

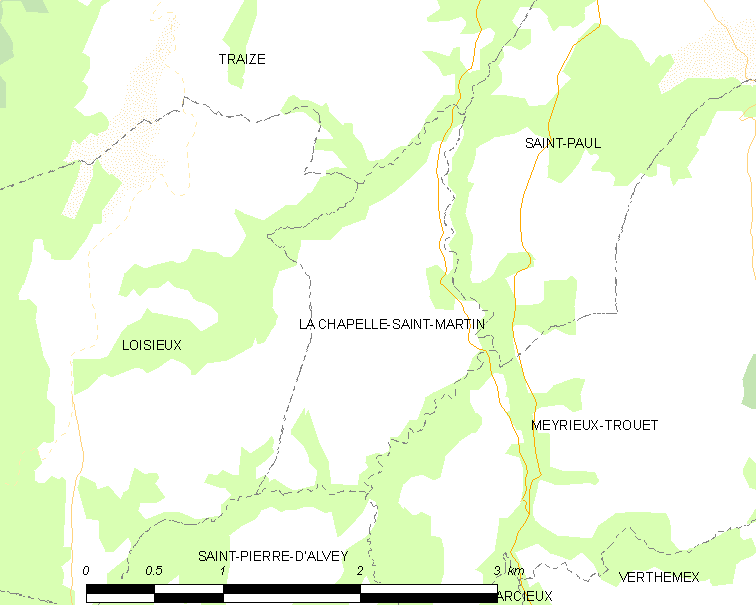
拉沙佩勒圣马丹的OSM定位图

## 行政
拉沙佩勒圣马丹的邮政编码为73170，INSEE市镇编码为73078。

## 政治
拉沙佩勒圣马丹所属的省级选区为萨瓦比热县。

## 人口

1962-2008年间拉沙佩勒圣马丹人口变化图示

拉沙佩勒圣马丹于2022年1月1日时的人口数量为146人。